# کیسوکه مورییا
کیسوکه مورییا (انگلیسی: Keisuke Moriya؛ زادهٔ ۱۱ ژوئیهٔ ۱۹۸۶) بازیکن فوتبال اهل ژاپن است.